# السياحة في الفلبين

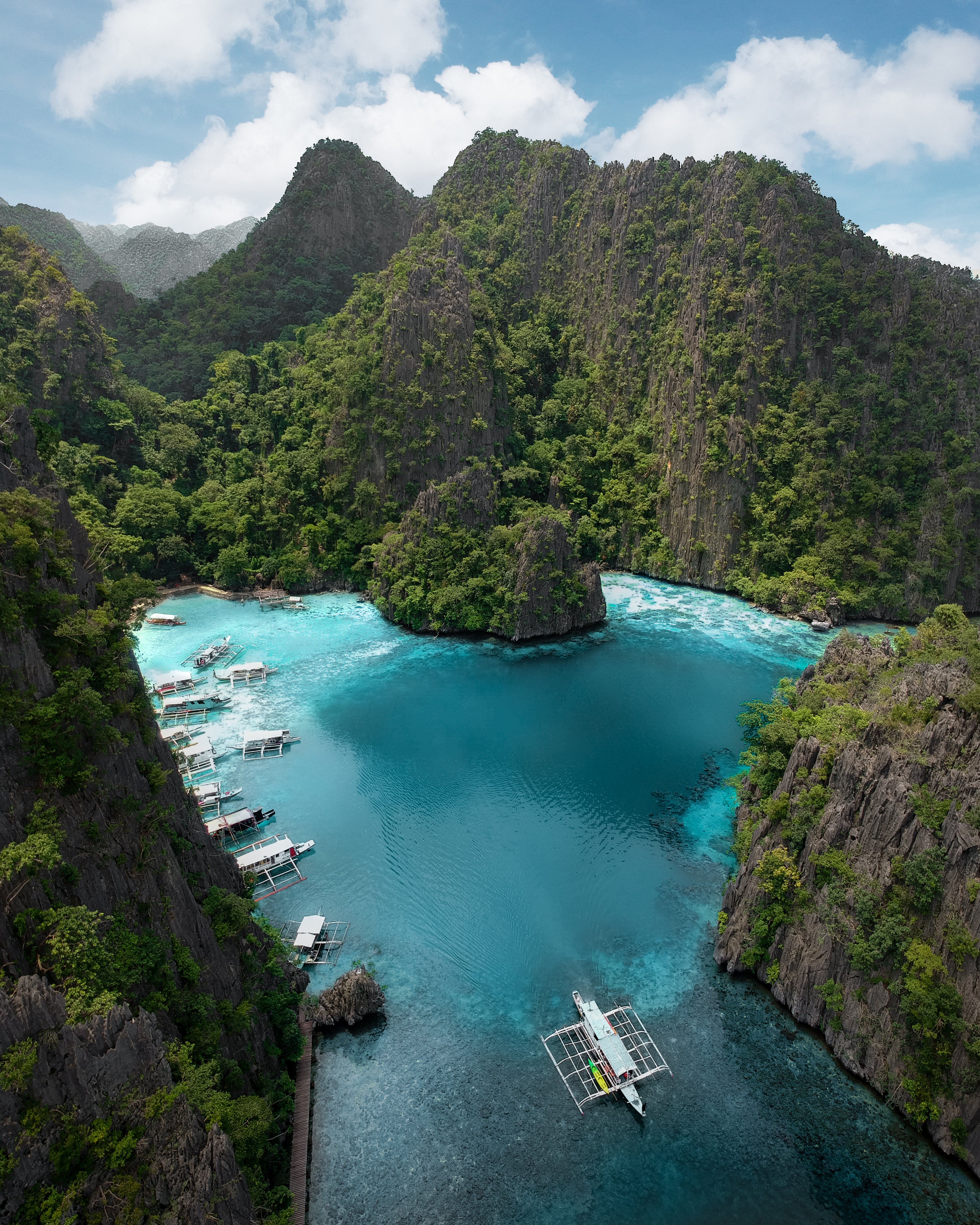
بحيرة كايانغان: وجهة سياحية بارزة في الفلبين

تُعد السياحة قطاعًا مهمًا لاقتصاد الفلبين. ساهمت صناعة الرحلات والسياحة بنسبة 8.6% في إجمالي الناتج المحلي للدولة في 2023. تُعد تلك النسبة أقل من نسبة 12.7% التي سُجلت عام 2019 قبل عمليات الإغلاق أثناء جائحة كوفيد-19. تساهم السياحة الساحلية الممثلة في الشواطئ وأنشطة الغطس بنسبة 25% من إيرادات الفلبين في مجال السياحة، ما يجعلها المصدر الأساسي للدخل في قطاع السياحة. تشمل المناطق التي تتمتع بالرواج بين السياح بوراكاي وبالاوان وسيبو وسيارجاو. واجهت الفلبين تحديات على الصعيدين السياسي والاجتماعي أثرت على صناعة السياحة في الدولة، لكن أخذت الدولة بعض الإجراءات لمعالجة تلك القضايا. بُذلت الجهود على مدار العشرة أعوام الماضية من أجل تحسين الاستقرار السياسي والإجراءات الأمنية وتعزيز الشمول الاجتماعي، ويساهم كل ذلك في خلق بيئة ملائمة أكثر للسياحة كإعادة تأهيل بوراكاي.
بلغ عدد العاملين في صناعة السياحة عام 2023 نحو6.21 مليون فلبيني، وحصدت الفلبين في سبتمبر 2023 إيردات بلغت قيمتها 316.9 مليار بيزو فلبيني (5.5 مليار دولار) من السياح من كوريا الجنوبية والولايات المتحدة الامريكية واليابان. جذبت البلاد 5,360,682 زائرًا أجنبيًا من خلال حملتها السياحية الحياة أكثر متعة في الفلبين! في عام 2019، وبلغت ذروة أعداد السياح الأجانب 8,260,913 سائح.
تضم الفلبين أيضًا حديقة نهر بورتو برنسيسا الجوفي الوطنية، وهي إحدى عجائب الدنيا السبع الجديدة، وتضم كذلك مدينة فيغان التراثية، وهي إحدى المدن الأسطورية السبعة الجديدة. تعد أيضًا موطنًا لستة من مواقع التراث العالمي المدرجة على قائمة اليونسكو وموزعة على تسعة أماكن مختلفة، وتضم ثلاث محميات للمحيط الحيوي مدرجة في قائمة اليونسكو وثلاثة مواقع للتراث الثقافي غير المادي لليونسكو وأربعة مواقع للتراث الوثائقي لليونسكو، وثلاث مدن إبداعية لليونسكو، ومدينتين للتراث العالمي لليونسكو، وسبعة مواقع للأراضي الرطبة في مواقع رامسار، وثماني حدائق تراثية تابعة لرابطة دول جنوب شرق آسيا.

## التاريخ
يعود أصل السياحة في الفلبين إلى العصور القديمة حين قررت أول مجموعة من البشر العبور عن طريق الجسور البرية، وتبعها بعد ذلك هجرة مجموعة أخرى من الهجرات من أرخبيل الملايو في الجنوب وتايوان في الشمال. أصبحت التجارة أيضًا جزء من السياحة حيث بدل العرب والهنود واليابنيون والصينيون والماليزيون وغيرهم من المجموعات العرقية في جنوب شرق آسيا وتايوان وريوكيو السلع مع السكان الاصليين. هاجرت أعداد كبيرة من الإسبانيون إلى الفلبين عندما ضمت أسبانيا جزر الفلبين إلى أراضيها إلا أن عدد المهاجرين الإسبان يعد قليلًا مقارنةً بأعداد المهاجرين إلى جنوب إفريقيا، ويرجع ذلك إلى بعد الفلبين عن إسبانيا.
ازدهرت صناعة السياحة في آواخر القرن التاسع عشر وأوائل القرن العشرين بسبب تدفق المهاجرين من أوروبا والولايات المتحدة الأمريكية. أُدرجت ضمن قائمة أفضل الدول التي يمكن زياتها في آسيا بجانب هونغ كونغ واليابان، ما منحها لقب «لؤلؤة البحار الشرقية». تراجعت السياحة في أثناء الحرب العالمية الثانية وبعدها، ما ترك البلاد في حالة تامة من الدمار الاقتصادي والمناظر الطبيعية المليئة بالمدن التراثية المدمرة. ازدهرت الموجة الثانية من تدفق السياح في الخمسينات لكن تراجعت السياحة بشكل كبير في أثناء عصر الدكتاتورية. استمرت صناعة السياحة في التراجع بسبب تأثير الدومينو الناجم عن دكتاتورية ماركوس بعد الثورة الفلبينية 1986. تمكنت صناعة السياحة من التكيف فقط في عامي 1991 و1992، إذ زار الفلبين نحو 1.2 مليون سائح. تراجعت السياحة مرة أخرى بعد ذلك بعد عقد من الزمن بسبب ممارسات الحكومة الفاسدة.
ازدهرت صناعة السياحة مرةً أخرى في أوائل عقد 2010 تحت شعار «الحياة أكثر متعة في الفلبين» في ظل إدارة الرئيس بنيغنو أكيدو، وحققت الحملة نجاحًا على الصعيد العالمي. شهدت الدولة تدفق أعداد كبيرة من السائحين بمساعدة مواقع التواصل الاجتماعي والشعارات الإبداعية. بلغت ذروة السياحة في عام 2015 حين بلغ عدد السياح الأجانب 5,360,682 سائح. استمرت صناعة السياحة في النمو عام 2017 لكن انخفض معدل النمو الذي يساهم به السياح الغرب بسبب حرب المخدرات الفلبينية.
وفد إلى البلاد 8,260,913 سائحًا دوليًا في الفترة ما بين يناير وديسمبر 2019، ما مثل ارتفاعًا مقداره 15.24% مقارنةً بنفس الفترة في عام 2018. جاء 58.62٪ (4,842,774) من السياح من شرق آسيا و15.84٪ (1,308,444) من أمريكا الشمالية و6.38٪ (526,832) من دول رابطة دول جنوب شرق آسيا الأخرى.
تأثر قطاع السياحة تأثرًا شديدًا في أثناء جائحة كوفيد-19 عندما انخفض عدد السياح الوافدين إلى 1.48 مليون فقط في عام 2020 بسبب عمليات الإغلاق التي أمرت بها الحكومة من أجل السيطرة على انتشار الفيروس، وعندما دمر إعصار راي الهائل الجزر النائية المعتمدة على السياحة كجزيرة سيارجاو في وسط الفلبين وجنوبها في ديسمبر 2021. أعادت البلاد فتح أبوابها للسياح من الخارج بدءًا من 10 فبراير 2022، بعد قرابة عامين من إغلاقها لحدودها بسبب جائحة كوفيد-19.

## المبادرات الحكومية منذ عام 2018
خصصت إدارة دوتيرتي 23 مليار دولار لتطوير البنية التحتية التي «لم تكن مستدامة وتنافسية للغاية في المنطقة بل أيضا مسئولة عن دفع النمو الشامل» بموجب خطة التنمية السياحية الوطنية. سجل قطاع السياحة زيارة 7.1 مليون سائحًا أجنبيًا للفلبين عام 2018 على الرغم من إغلاق وجهة بوراكاي الشهيرة بغرض التنظيف. زار 8.26 مليون سائحًا أجنبيًا الفلبين خلال عام 2019 ما حطم الرقم القياسي الذي سجلته الوزارة وتجاوز خطة التنمية السياحية الوطنية
أعلنت وزارة الأشغال العامة والطرق السريعة في يناير 2011 عن تخصيص 120 مليار بيزو من عام 2016 إلى عام 2021 لبناء وتحسين 4,147 كم (2,577 ميل) من الطرق المؤدية إلى الوجهات السياحية، وأُكمل من ضمنها 2,168 كم (1,347 ميل). أعادت الإدارة فتح أبواب الفلبين أمام السياح الأجانب، وتوقف عن طلب تفاعل البوليمراز المتسلسل للنسخ العكسي للسياح الحاصلين على اللقاح بالكامل عند الوصول بعد تراجع السياحة بسبب كوفيد-19 وإغلاق الحدود لمدة عامين.